# Œuilly
|  | Per a altres significats, vegeu «Œuilly (Aisne) ». |

Œuilly és un municipi francès al departament del Marne (regió del Gran Est. L'any 2007 tenia 639 habitants.

## Demografia

### Població
El 2007 la població de fet d'Œuilly era de 639 persones. Hi havia 228 famílies, de les quals 56 eren unipersonals (4 homes vivint sols i 52 dones vivint soles), 76 parelles sense fills, 84 parelles amb fills i 12 famílies monoparentals amb fills.
La població ha evolucionat segons el següent gràfic:

### Habitatges
El 2007 hi havia 247 habitatges, 232 eren l'habitatge principal de la família, 8 eren segones residències i 7 estaven desocupats. 245 eren cases i 2 eren apartaments. Dels 232 habitatges principals, 190 estaven ocupats pels seus propietaris, 36 estaven llogats i ocupats pels llogaters i 6 estaven cedits a títol gratuït; 7 tenien dues cambres, 26 en tenien tres, 65 en tenien quatre i 134 en tenien cinc o més. 205 habitatges disposaven pel capbaix d'una plaça de pàrquing. A 119 habitatges hi havia un automòbil i a 94 n'hi havia dos o més.

### Piràmide de població
La piràmide de població per edats i sexe el 2009 era:
| Homes | Edats   | Dones |
| ----- | ------- | ----- |
| 0     | 95 o +  | 0     |
| 0     | 90 a 94 | 0     |
| 4     | 85 a 89 | 0     |
| 4     | 80 a 84 | 0     |
| 0     | 75 a 79 | 8     |
| 8     | 70 a 74 | 24    |
| 16    | 65 a 69 | 20    |
| 12    | 60 a 64 | 8     |
| 8     | 55 a 59 | 12    |
| 20    | 50 a 54 | 16    |
| 36    | 45 a 49 | 16    |
| 28    | 40 a 44 | 36    |
| 28    | 35 a 39 | 20    |
| 16    | 30 a 34 | 20    |
| 12    | 25 a 29 | 12    |
| 28    | 20 a 24 | 4     |
| 24    | 15 a 19 | 24    |
| 24    | 10 a 14 | 36    |
| 16    | 5 a 9   | 20    |
| 24    | 0 a 4   | 24    |

## Economia
El 2007 la població en edat de treballar era de 410 persones, 293 eren actives i 117 eren inactives. De les 293 persones actives 285 estaven ocupades (151 homes i 134 dones) i 8 estaven aturades (1 home i 7 dones). De les 117 persones inactives 38 estaven jubilades, 52 estaven estudiant i 27 estaven classificades com a «altres inactius».

### Ingressos
El 2009 a Œuilly hi havia 227 unitats fiscals que integraven 561,5 persones, la mediana anual d'ingressos fiscals per persona era de 20.568 €.

### Activitats econòmiques
Dels 20 establiments que hi havia el 2007, 2 eren d'empreses extractives, 1 d'una empresa alimentària, 1 d'una empresa de fabricació de material elèctric, 2 d'empreses de fabricació d'altres productes industrials, 7 d'empreses de construcció, 3 d'empreses de comerç i reparació d'automòbils, 1 d'una empresa d'hostatgeria i restauració, 1 d'una empresa de serveis i 2 d'entitats de l'administració pública.
Dels 5 establiments de servei als particulars que hi havia el 2009, 1 era un paleta, 1 fusteria, 2 lampisteries i 1 electricista.
L'any 2000 a Œuilly hi havia 76 explotacions agrícoles que ocupaven un total de 480 hectàrees.

## Equipaments sanitaris i escolars
El 2009 hi havia una escola elemental integrada dins d'un grup escolar amb les comunes properes formant una escola dispersa.

## Poblacions properes
El següent diagrama mostra les poblacions més properes.